# Israel Tollin
Israel Tollin, född den 20 februari 1803 i Törnevalla socken i Östergötland, död den 5 februari 1866 i Skabersjö församling, var en svensk präst och skald.
Tollin blev student vid Uppsala universitet 1822, i Lund 1827, filosofie magister där 1832 och docent i estetik 1838 med disputationen Om den ästhetiska bildningens inflytande på den moraliska. Han förestod professuren i nämnda ämne åtskilliga terminer, hörde till den eftertegnérska tidens bättre poeter i Lund och utgav 1844 en samling Dikter, utmärkta av varm känsla och mycket herravälde över formen. Mest bekant bland dem är Fadderkyssen. Prästvigd 1844 blev han 1845 kyrkoherde i Svedala och 1848 i Skabersjö samt samma år hedersprost.